# Providéniya
Providéniya (en ruso: Провидения, Providéniya) es un asentamiento de tipo urbano, centro administrativo del raión homónimo del distrito autónomo de Chukotka, Rusia. Según el censo del 2002 la ciudad tiene 2723 habitantes. El aeropuerto de Providéniya, "Bahía de Providéniya" es el aeropuerto ruso más cercano a Estados Unidos.

## Historia

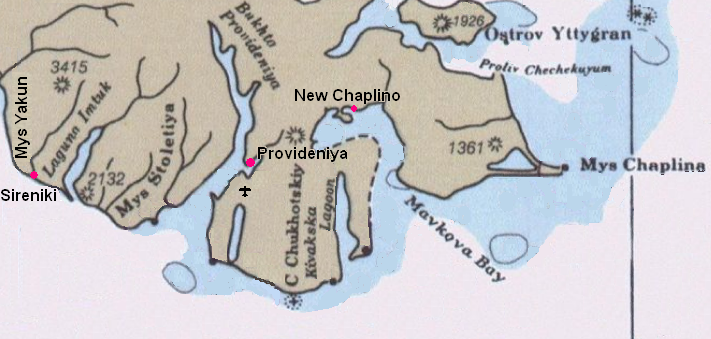
Provideniya, Provideniya Bay y alrededores.

Después del descubrimiento en 1660 de la Bahía de Providence por la expedición rusa dirigida por Kurbata Ivanov, las aguas circundantes se convirtieron en un sitio habitual para la pesca de invernada, la caza de ballenas y los buques mercantes. A principios del siglo XX, con el comienzo del desarrollo de la Ruta del Mar del Norte a lo largo de la costa de la bahía, se construyó un depósito de carbón para reabastecer de combustible los barcos que se dirigían hacia el oeste a través del Ártico y en 1933 se construyeron los primeros edificios del futuro puerto marítimo. en lo que luego se convertiría en el asentamiento de Providéniya (lit. "de Providence"). En 1937, con la llegada de un convoy con materiales de construcción para la empresa constructora Providenstroy, comenzó la construcción activa del puerto y el asentamiento. El 10 de mayo de 1946, el asentamiento de Providéniya se estableció oficialmente mediante el Decreto del Presídium del Sóviet Supremo del SFSR ruso. El asentamiento continuó creciendo rápidamente y las unidades militares comenzaron a desplegarse aquí. El 25 de abril de 1957, se le otorgó el estatus de acuerdo laboral. En 1975, se planeó convertir el asentamiento en una ciudad con una población de doce mil habitantes y cambiarle el nombre a "Dezhnyov". Sin embargo, los trastornos sociales y económicos en el período postsoviético dejaron estos planes sin cumplir y en el período de 1994 a 2002 no se realizó ninguna construcción en absoluto.

## Geografía

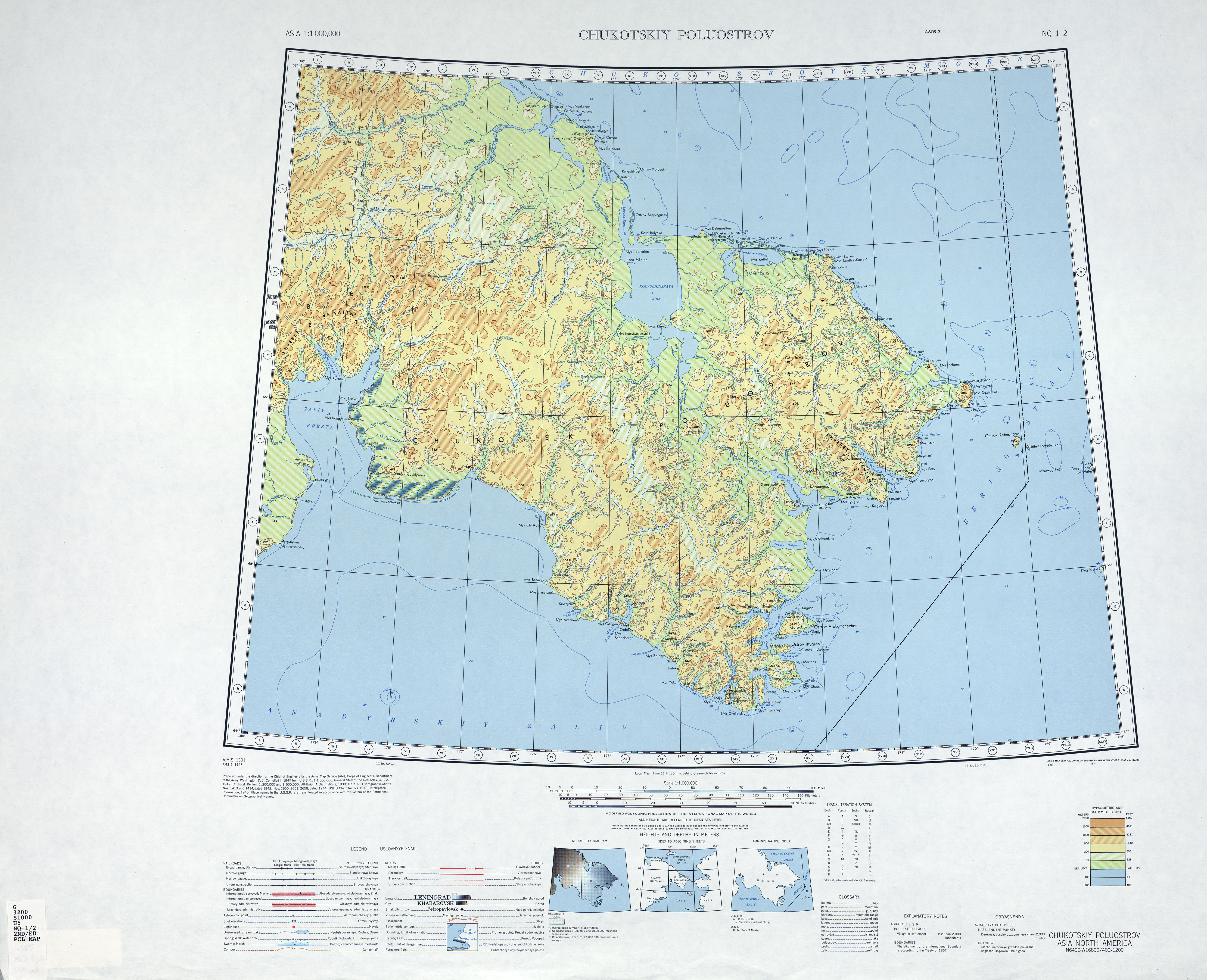
Mapa de la península de Chukotka en el que aparece, en el extremo sur, Providéniya

Providéniya es un antiguo puerto militar soviético, ubicado en un fiordo al abrigo del mar de Bering. La localidad habitada más grande al este de Anádyr, se estableció como un puerto para servir al extremo oriental de la Ruta del Mar del Norte. El puerto se encuentra en la bahía de Komsomolskaya (llamada así por la organización juvenil soviética Komsomol), una parte de la bahía de Providéniya, mucho más grande, que proporciona un puerto de aguas profundas adecuado para barcos rusos, cerca de los límites del sur de los campos de hielo de invierno.